# Short track ai XXI Giochi olimpici invernali - 5000 m staffetta maschile
La gara dei 5000 m staffetta maschile di short track dei XXI Giochi olimpici invernali si è svolta tra il 18 e il 26 febbraio 2010 al Pacific Coliseum; il primo giorno si sono svolte le semifinali, il secondo le finali.
La gara è stata vinta dal Canada.

## Risultati

### Semifinali
Sono state disputate due semifinali da quattro squadre; era previsto che le prime due di ognuna si qualificassero alla finale A, le altre alla finale B.

#### Semifinale 1
La Francia è stata promossa alla finale A in quanto ostacolata durante la gara.
| Pos. | Nazione       | Nomi                                                                   | Tempo        |
| ---- | ------------- | ---------------------------------------------------------------------- | ------------ |
| 1    | Corea del Sud | Kim Seoung-Il Kwak Yoon-Gy Lee Ho-Suk Sung Si-Bak                      | 6'43"845     |
| 2    | Stati Uniti   | J.R. Celski Simon Cho Travis Jayner Apolo Anton Ohno                   | 6'46"369     |
| 3    | Francia       | Maxime Châtaignier Thibaut Fauconnet Benjamin Mace Jean Charles Mattei | 6'51"071     |
| 4    | Italia        | Nicolas Bean Yuri Confortola Claudio Rinaldi Nicola Rodigari           | squalificati |

#### Semifinale 2
| Pos. | Nazione       | Nomi                                                                    | Tempo    |
| ---- | ------------- | ----------------------------------------------------------------------- | -------- |
| 1    | Cina          | Han Jialiang Liu Xianwei Ma Yunfeng Song Weilong                        | 6'43"601 |
| 2    | Canada        | Guillaume Bastille Charles Hamelin Olivier Jean François-Louis Tremblay | 6'43"610 |
| 3    | Germania      | Paul Herrmann Tyson Heung Sebastian Praus Robert Seifert                | 6'47"289 |
| 4    | Gran Bretagna | Anthony Douglas Jon Eley Tom Iveson Jack Whelbourne                     | 6'50"618 |

### Finali

#### Finale A
| Pos. | Nazione       | Atleti                                                                  | Tempo    |
| ---- | ------------- | ----------------------------------------------------------------------- | -------- |
|      | Canada        | Charles Hamelin François Hamelin Olivier Jean François-Louis Tremblay   | 6'44"224 |
|      | Corea del Sud | Kwak Yoon-Gy Lee Ho-Suk Lee Jung-Su Sung Si-Bak                         | 6'44"446 |
|      | Stati Uniti   | J.R. Celski Travis Jayner Jordan Malone Apolo Ohno                      | 6'44"498 |
| 4    | Cina          | Han Jialiang Liu Xianwei Ma Yunfeng Song Weilong                        | 6'44"630 |
| 5    | Francia       | Maxime Châtaignier Thibaut Fauconnet Jerermy Masson Jean Charles Mattei | 6'51"566 |

#### Finale B
| Pos. | Nazione       | Atleti                                                   | Tempo    |
| ---- | ------------- | -------------------------------------------------------- | -------- |
| 6    | Gran Bretagna | Anthony Douglas Jon Eley Jack Whelbourne Paul Worth      | 6'50"045 |
| 7    | Germania      | Paul Herrmann Tyson Heung Sebastian Praus Robert Seifert | 6'50"119 |